# Al-Hira
Al-Hira (arab.,الحيرة) – starożytne miasto położone na południe od Al-Kufa, w południowo-środkowym Iraku. Była ważnym ośrodkiem w preislamskiej historii regionu. Założone pierwotnie jako obóz wojskowy, już w III wieku (ok. 266) stanowiło stolicę państwa Lachmidów. Jego ruiny znajdują się obecnie na zachodnim brzegu Eufratu, w odległości 3 km na południe od Al-Kufy.
Począwszy od IX wieku p.n.e., plemiona arabskie rozpoczęły migracje na Bliskim Wschodzie. Miasto powstało na terenach zasiedlonych przez arabskich chrześcijan żyjących w południowym Iraku. W II w. powstało tu, pierwsze poza granicami Arabii, królestwo Lachmidów. W III w. duże połacie południowej Mezopotamii były zamieszkiwane już przez ludność arabską.